# Мария Наумова
Мария Наумова или Marie N (на латвийски: Marija Naumova) е латвийска певица, родена на 23 юни 1973 г.
Тя е най-известна с участието си в „Песенния конкурс на Евровизия“, провел се в Талин, Естония през 2002 г. Печели го с песента 'I wanna'. Разликата между нея и участничката от Малта (Ira Losco) e 12 точки.
През 2003 г. е водеща на следващото издание на конкурса, състояло се в Рига, Латвия. Тя прави това възможоно благодарение на победата ѝ предната година. Води предаването заедно с колегата си Renars Kaupers, който вече е участвал в конкурса през 2000 г. (което е и дебютът на прибалтийската страна) като част от групата Brainstorm.
През 2001 г. Наумова участва в националния финал на държавата и е избрана от публиката, но журито не е съгласно и в крайна сметка друг получава билета за Копенхаген.